# Mournemuren

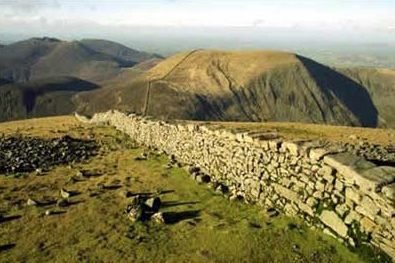
Mournemuren nedför Slieve Donard.

Mournemuren (engelska: Mourne Wall) är en mur som byggdes runt Mournebergen i Nordirland.
Muren är traditionellt kallmurad i granit. Som medelmått är muren cirka 2,5 meter hög, en meter tjock och är totalt 35 kilometer lång. Muren löper förbi femton berg.
- Sleivenaglogh (445 m)
- Slieve Muck (674 m)
- Carn Mountain (587 m)
- Slieve Loughshannagh (619 m))
- Slieve Meelbeg (708 m)
- Slieve Meelmore (704 m)
- Slieve Bearnagh (727 m)
- Slievenaglogh (586 m)
- Slieve Corragh (691 m)
- Slieve Commedagh (765 m)
- Slieve Donard (850 m)
- Rocky Mountain (525 m)
- Slieve Binnian (747 m)
- Wee Binnian (460 m)
- Moolieve (332 m)

Muren tog hela tolv år att färdigställa. Bygget påbörjades år 1910 och var klart 1922. Syftet med muren var att hindra betande djur att ta sig in i vattenreservoaren Silent Valley Reservoirs tillrinningsområde.